# الحوافات
الحوافات هي قرية ريفية في إقليم سيدي قاسم ضمن جهة الغرب شراردة بني حسين بالغرب المغربي. كان مجموع عدد سكان جماعة الحوافات 17.119 نسمة.(تعداد السكان الرسمي 2004)